# Heiden (Svizzera)
Heiden (toponimo tedesco) è un comune svizzero di 4 210 abitanti del Canton Appenzello Esterno.

## Geografia fisica
Heiden ha un'area, a partire dal 2006, di 7,5 km quadrati. Di quest'area, il 52,4% è utilizzato per scopi agricoli, mentre il 30,6% è boschivo. Del resto del territorio, il 16,8% è abitato (edifici o strade) e il resto (0,3%) è improduttivo (fiumi, ghiacciai o montagne).

## Storia
Heiden è menzionato per la prima volta nel 1461 come guot genant Haiden. 
Il comune di Heiden è stato istituito nel 1658 con la divisione del comune soppresso di Kurzenberg nei nuovi comuni di Heiden, Lutzenberg e Wolfhalden. Ciò derivò dal fatto che, intorno al 1650, Heiden e Wolfhalden non riuscivano a mettersi d'accordo sul controllo della chiesa locale, questo causò la creazione di una chiesa per ciascun centro abitato e quindi la divisione del comune. 
Il fondatore della Croce Rossa, Henry Dunant, trascorse i suoi ultimi anni a Heiden. Anche l'ex presidente del CICR Jakob Kellenberger, è nato a Heiden.

## Monumenti e luoghi d'interesse
- Chiesa riformata, eretta nel 1651-1652[2].
- Schwimm- und Sonnenbad Heiden, piscina costruita nel 1932 e bene culturale di importanza nazionale
- Museum Heiden, museo civico sulla storia del comune e di storia naturale, con una sezione dedicata al caricaturista Carl Böckli.
- Archivio storico Sefar, fondato nel 2005 e bene culturale di importanza nazionale
- Museo Henry Dunant, dedicato a Henry Dunant fondatore del Comitato Internazionale della Croce Rossa.

## Società

### Evoluzione demografica
L'evoluzione demografica è riportata nella seguente tabella:
Abitanti censiti

## Infrastrutture e trasporti
Heiden è servito dall'omonima stazione, capolinea della ferrovia Rorschach-Heiden (linea S25 della rete celere di San Gallo), e dalla fermata di Schwendi bei Heiden sulla suddetta linea.

## Amministrazione
Ogni famiglia originaria del luogo fa parte del cosiddetto comune patriziale e ha la responsabilità della manutenzione di ogni bene ricadente all'interno dei confini del comune.